# Eidgenössische Volksinitiative «Für die Unverjährbarkeit pornografischer Straftaten an Kindern»

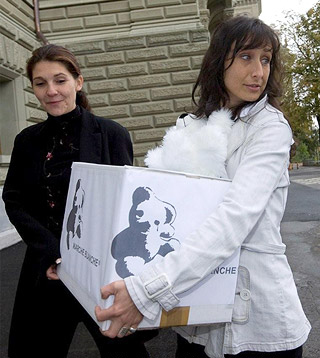
Initiativkomitee bei der Einreichung der Initiative

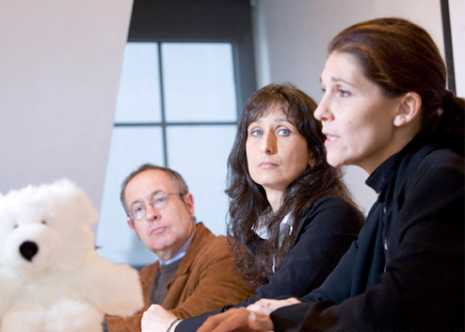
Vorstand des Komitees

Die eidgenössische Volksinitiative «Für die Unverjährbarkeit pornografischer Straftaten an Kindern», kurz auch Unverjährbarkeitsinitiative genannt, ist eine Volksinitiative gemäss Art. 139 der Schweizer Bundesverfassung. Sie gelangte am 30. November 2008 zur Abstimmung und wurde von Volk und Ständen angenommen. Sie wurde vom Initiativkomitee und Verein Marche Blanche im März 2006 mit 119'375 gültigen Unterschriften von Schweizer Stimmberechtigten eingereicht. Sie verlangte die Unverjährbarkeit der Strafverfolgung und der Strafe bei sexuellen und pornografischen Straftaten an Kindern vor der Pubertät. Auf der Grundlage der Initiative beschloss das Parlament eine Änderung des Schweizerischen Strafgesetzbuches, des Militärstrafgesetzes und des Jugendstrafgesetzes, die die Initiative umsetzte und am 1. Januar 2013 in Kraft trat.

## Verjährung in der Schweiz
Im schweizerischen Strafrecht werden zwei Arten von Verjährung unterschieden: die Verfolgungsverjährung und die Vollstreckungsverjährung. Wenn die Verfolgungsverjährung eintritt, besteht kein Anspruch auf Verfolgung der Straftaten mehr, für die noch kein Urteil vorliegt, während die Vollstreckungsverjährung dem Anspruch auf Vollzug des rechtskräftigen Strafurteils ein Ende setzt. Die Verfolgungsverjährung beginnt mit dem Tag, an dem die Tat begangen worden ist (Art. 98 StGB), die Vollstreckungsverjährung mit dem Urteilsspruch bzw. mit dem Tag, an dem das Urteil rechtlich vollstreckt werden (Art. 100 StGB).
Art. 101 des Strafgesetzbuches definiert jene Verbrechen, die nicht verjähren, darunter Völkermord oder Verbrechen gegen die Menschlichkeit. Art. 97 Abs. 2 StGB hielt vor der Umsetzung der Initiative fest, dass die Verfolgungsverjährung bei sexuellen Handlungen mit Kindern (Art. 187) und mit unmündigen Abhängigen (Art. 188), die sich gegen ein Kind unter 16 Jahren richten, in jedem Fall mindestens bis zum vollendeten 25. Lebensjahr des Opfers dauert.

## Initiative

### Initiativtext
Die Initiative fordert die Einführung des Artikels Art. 123b in die Schweizer Bundesverfassung mit folgendem Inhalt:
Unverjährbarkeit der Strafverfolgung und der Strafe bei sexuellen und bei pornografischen Straftaten an Kindern vor der Pubertät
Die Verfolgung sexueller oder pornografischer Straftaten an Kindern vor der Pubertät und die Strafe für solche Taten sind unverjährbar.

### Ziele
Die Initianten waren mit den damals geltenden Regelungen unzufrieden. Sie monierten, dass ein Opfer eines Sexualdeliktes sich schon bis zum Alter von 25 Jahren entscheiden müsse, ob es ein Strafverfahren einleiten wolle. Zudem erachteten die Initianten die Möglichkeit, Strafanzeige einzureichen, als wichtige Hilfe im therapeutischen Prozess. Die Genesung des Opfers führe über die Offenlegung der erlittenen Tat und die Entlarvung des Täters, der bestraft werden müsse. Um Sexualstraftaten verstärkt zu bekämpfen, setzten die Initianten unter anderem auf Abschreckung des Täters. Dies soll einerseits durch die abschreckende Wirkung der Unverjährbarkeit auf das Verhalten aller potenziellen Straftäter und zum anderen durch die Förderung von Anzeigen gegen Personen erreicht werden, die ein Delikt, das unter Art. 187 StGB fällt, begangen haben.

## Behandlung der Initiative

### Zeitlicher Ablauf
Nach der Vorprüfung vom 17. August 2004, in der die Bundeskanzlei verfügte, der Initiativtext erfülle alle rechtlichen Vorschriften (Art. 69 BPR), begann der Fristenlauf von 18 Monaten für die Sammlung von 100'000 Unterschriften (Art. 139 BV) am 31. August 2004. Die Initiative wurde am 1. März 2006 bei der Bundeskanzlei eingereicht. Mit Verfügung vom 23. März 2006 erklärte die Bundeskanzlei, dass die Initiative mit 119'375 Unterschriften zustande gekommen ist. Nach Art. 97 Abs. 1 Bst. a Parlamentsgesetz hatte der Bundesrat ein Jahr, also bis zum 1. März 2007, Zeit, den Eidgenössischen Räten eine Botschaft und einen Bundesbeschluss über eine Abstimmungsempfehlung zu unterbreiten. Dieser Pflicht kam er am 27. Juni 2007 nach. Die parlamentarische Beratung begann am 6. März 2008, die Beschlüsse zur Abstimmungsempfehlung wurden von am 13. Juni 2008 gefällt. Am 30. November 2008 fand die Volksabstimmung statt.

### Stellungnahme des Bundesrates
In seiner Botschaft beantragte der Bundesrat den Eidgenössischen Räten, die Initiative Volk und Ständen zur Ablehnung zu empfehlen. Eines der Ziele der Initianten war, die Prävention zu verbessern, indem potentielle Täter aufgrund der Unverjährbarkeit abgeschreckt werden. Er bezweifelte jedoch, dass die Unverjährbarkeit potentielle Täter davon abhalten wird, Straftaten zu begehen, für die bereits eine besondere Verjährungsregelung galt. Die Initiative wollte dem Opfer ermöglichen, den Täter, von dem es im Kindesalter missbraucht wurde, jederzeit strafrechtlich verfolgen zu lassen, um zu verhindern, dass dieser Täter weiterhin sexuelle Handlungen mit anderen Kindern vornimmt. Dem Opfer soll auch ermöglicht werden, sich anderen Opfern anzuschliessen, um einen Wiederholungstäter verurteilen zu lassen. Es handelt sich somit entweder beim Täter um einen Wiederholungstäter oder er hat jeden Missbrauch eingestellt, weil sich das Opfer nicht mehr in einem Abhängigkeitsverhältnis befindet. Er schreibt dazu: «Im ersten Fall wäre die Initiative nicht von Nutzen, da die Verjährung mit jeder strafbaren Tätigkeit erneut zu laufen begänne (Art. 98 StGB). Der Täter könnte sich somit der Strafverfolgung nicht entziehen. Im zweiten Fall bestehen, abgesehen von den Gründen der Generalprävention, berechtigte Zweifel daran, ob die Eröffnung eines Strafverfahrens gegen eine Person, die seit mehreren Jahrzehnten keine strafbaren Handlungen mehr begangen hat, in irgendeiner Weise zur verstärkten Bekämpfung von Sexualstraftaten an Kindern beitragen kann.»
Ein weiteres Anliegen der Initianten sei die Verbesserung der psychischen Verfassung der Opfer. Einerseits habe ein Strafverfahren nicht den Hauptzweck, den therapeutischen Prozess eines Opfers zu fördern. Andererseits lägen keine systematischen Studien vor, mit denen abgeklärt wurde, ob sich die Eröffnung eines Strafverfahrens Jahre nach der Tat positiv auf das Opfer auswirkt. Der Bundesrat räumte jedoch ein, dass bei der Bedenkfrist Handlungsbedarf besteht; dem Opfer sollte es möglich sein, auch nach Erreichen des 25. Lebensjahres Anzeige erstatten zu können. Weil er das Anliegen der Initianten grundsätzlich befürwortete, stellte er der Initiative einen indirekten Gegenentwurf gegenüber.

### Beratung in den Eidgenössischen Räten
Die Initiative wurde in den Eidgenössischen Räten mehrheitlich von der Fraktion der Schweizerischen Volkspartei unterstützt. Zwar anerkannten auch Fraktionsmitglieder der SP sowie der FDP, dass ein gewisser Handlungsbedarf bestehe; die Forderungen der Initiative seien aber undifferenziert und unverhältnismässig. Der indirekte Gegenentwurf des Bundesrates fand eine breite Resonanz; einzig eine Minderheit um Pirmin Schwander plädierte darauf, die Volksinitiative Volk und Ständen zur Annahme zu empfehlen.
In den Schlussabstimmungen wurde der Entwurf des Bundesrates, der die Initiative zur Ablehnung empfehlen wollte, im Nationalrat mit 163 zu 19 und im Ständerat mit 41 zu null Stimmen angenommen. Der indirekte Gegenentwurf wurde mit 190 zu null im Nationalrat und mit 41 zu null Stimmen im Ständerat angenommen.

## Abstimmungsergebnis

Resultate nach Ständen (Kantone)
Ja (18 Stände) – Nein (5 Stände)

Die Volksinitiative kam am 30. November 2008 zur Abstimmung.
Vorläufiges amtliches Endergebnis:
| Kanton                           | Ja (%)             | Nein (%)           | Beteiligung |
| -------------------------------- | ------------------ | ------------------ | ----------- |
| Aargau                           | 94'662 (54,4 %)    | 79'285 (45,6 %)    | 45,7 %      |
| Appenzell Ausserrhoden           | 9'344 (51,9 %)     | 8'658 (48,1 %)     | 48,8 %      |
| Appenzell Innerrhoden            | 1'976 (46,8 %)     | 2'245 (53,2 %)     | 39,4 %      |
| Basel-Landschaft                 | 46'793 (54,0 %)    | 39'803 (46,0 %)    | 47,5 %      |
| Basel-Stadt                      | 31'251 (54,5 %)    | 26'095 (45,5 %)    | 51,1 %      |
| Bern                             | 145'299 (48,7 %)   | 152'981 (51,3 %)   | 42,7 %      |
| Freiburg                         | 45'773 (55,0 %)    | 37'428 (45,0 %)    | 48,1 %      |
| Genf                             | 42'009 (42,9 %)    | 55'857 (57,1 %)    | 43,3 %      |
| Glarus                           | 5'539 (54,4 %)     | 4'642 (45,6 %)     | 40,4 %      |
| Graubünden                       | 31'335 (53,6 %)    | 27'175 (46,4 %)    | 44,7 %      |
| Jura                             | 12'704 (52,4 %)    | 11'531 (47,6 %)    | 48,8 %      |
| Luzern                           | 59'956 (35,8 %)    | 57'759 (49,1 %)    | 48,1 %      |
| Neuenburg                        | 21'642 (44,8 %)    | 26'655 (55,2 %)    | 46,0 %      |
| Nidwalden                        | 6'423 (47,7 %)     | 7'046 (52,3 %)     | 46,4 %      |
| Obwalden                         | 5'549 (50,0 %)     | 5'546 (50,0 %)     | 47,5 %      |
| Schaffhausen                     | 16'107 (57,8 %)    | 16'349 (42,2 %)    | 60,8 %      |
| Schwyz                           | 25'339 (57,8 %)    | 18'463 (42,2 %)    | 46,3 %      |
| Solothurn                        | 41'091 (54,0 %)    | 34'940 (46,0 %)    | 45,2 %      |
| St. Gallen                       | 81'052 (57,5 %)    | 59'944 (42,5 %)    | 47,3 %      |
| Tessin                           | 46'234 (57,2 %)    | 34'576 (42,8 %)    | 40,1 %      |
| Thurgau                          | 37'525 (54,3 %)    | 31'592 (45,7 %)    | 45,9 %      |
| Uri                              | 5'310 (55,1 %)     | 4'328 (44,9 %)     | 38,9 %      |
| Waadt                            | 79'587 (39,9 %)    | 119'880 (60,1 %)   | 51,0 %      |
| Wallis                           | 62'289 (56,5 %)    | 48'003 (43,5 %)    | 57,4 %      |
| Zug                              | 17'737 (50,7 %)    | 17'243 (49,3 %)    | 50,0 %      |
| Zürich                           | 233'696 (54,4 %)   | 195'734 (45,6 %)   | 52,0 %      |
|                                  |                    |                    |             |
| Schweizerische Eidgenossenschaft | 1'206'222 (51,9 %) | 1'119'152 (48,1 %) | 46,5 %      |

## Umsetzung

### Verfahren
Der neue Artikel Art. 123b der Bundesverfassung trat am 30. November 2008 mit der Annahme der Initiative in Kraft. Er musste jedoch durch eine Revision des Strafgesetzbuchs umgesetzt werden. Insbesondere mussten unbestimmten Rechtsbegriffe wie «Kinder vor der Pubertät» und «sexuelle und pornografische Straftaten» konkretisiert werden, denn diese Begriffe sind (zu) wage verfasst; es handelt sich um Bestimmungen, die eigentlich auf Gesetzesstufe gehörten. Da die Schweizer Bevölkerung keine direkte Möglichkeit hat, Gesetze zu ändern, geschah dies auf dem Weg der Volksinitiative; eine Gesetzesinitiative existiert nicht.
Zu Beginn machte man sich Gedanken darüber, ob die Umsetzung in Art. 101 StGB erfolgen solle. Aus systematischer Sicht eigne sich dieser Artikel ideal. Es wurden aber Einwände zum Umstand hervorgebracht, dass strafbare Handlungen des ordentlichen Strafrechts in der gleichen Bestimmung aufgeführt sind wie Straftaten von internationalem Ausmass (Völkermord, Kriegsverbrechen, terroristische Handlungen), die ebenfalls in Art. 101 niedergeschrieben sind. Daraus könnte die Schlussfolgerung gezogen werden, dass diese Verbrechen auf die gleiche Stufe gestellt werden. Diese Einwände wurden jedoch als nicht gewichtig genug erachtet und verworfen.
Im Mai 2010 schickte der Bundesrat eine Gesetzesrevision des Strafgesetzbuches, des Militärstrafgesetzes und des Jugendstrafgesetzes in die Vernehmlassung. Er schlug eine Altersgrenze von zehn Jahren vor, um das ungenaue Kriterium «vor der Pubertät» zu konkretisieren. Weiter legte der Gesetzesentwurf einen Katalog von Straftaten vor, die als unverjährbar im Sinne des Verfassungsartikels zu gelten hätten. Eine Sonderregelung für unmündige Täter war vorgesehen. Aufgrund der Reaktionen im Vernehmlassungsverfahren legte der Bundesrat dem Parlament die Botschaft und einen Gesetzesentwurf zur Umsetzung der Initiative vor. Gegenüber dem Vernehmlassungsentwurf war die Altersgrenze der Opfer angehoben worden: Unverjährbar sind nun sexuelle Straftaten an Kindern unter zwölf Jahren. Als unverjährbare Straftaten wollte der Bundesrat vier Delikte definieren: sexuelle Handlungen mit Kindern, sexuelle Nötigung, Vergewaltigung und Schändung.

### Inhalt
StGB Art. 101 Abs. 1 Bst. e
1 Keine Verjährung tritt ein für:
e. sexuelle Handlungen mit Kindern (Art. 187 Ziff. 1), sexuelle Nötigung (Art. 189), Vergewaltigung (Art. 190), Schändung (Art. 191), sexuelle Handlungen mit Anstaltspfleglingen, Gefangenen, Beschuldigten (Art. 192 Abs. 1) und Ausnützung der Notlage (Art. 193 Abs. 1), wenn sie an Kindern unter 12 Jahren begangen wurden.
3 Absatz 1 Buchstabe e gilt, wenn die Strafverfolgung oder die
Strafe am 30. November 2008 nach dem bis zu jenem Zeitpunkt
geltenden Recht noch nicht verjährt war.
Jugendstrafgesetz vom 20. Juni 2003
Art. 1 Abs. 2 Bst. j
2 Ergänzend zu diesem Gesetz sind die folgenden Bestimmungen des StGB sinngemäss anwendbar: 
j. die Artikel 98, 99 Absatz 2, 100 sowie 101 Absätze 1 Buchstaben a–d, 2 und 3 (Verjährung);
Militärstrafgesetz vom 13. Juni 1927
Art. 59 Abs. 1 Bst. e und 3 dritter Satz
1 Keine Verjährung tritt ein für: 
e. sexuelle Nötigung (Art. 153), Vergewaltigung (Art. 154), Schändung (Art. 155), sexuelle Handlungen mit Kindern (Art. 156 Ziff. 1) und Ausnützung der militärischen Stellung (Art. 157), wenn sie an Kindern unter 12 Jahren begangen wurden.
3...  Absatz 1 Buchstabe e gilt, wenn die Strafverfolgung oder die
Obwohl Art. 123b nach Ansicht des Bundes direkt anwendbar ist, erforderte er Ausführungen auf Gesetzesebene. Dabei sollte das im Einklang mit internationalem Recht stehen.
Die Umsetzung des Artikels auf Gesetzesebene war nötig, weil gewisse Begrifflichkeiten zu vage seien. So fand der Begriff der «Kinder vor der Pubertät» nicht Einzug in die Umsetzungsgesetzgebung. Der Bundesrat begründete das wie folgt: 

„Da der Begriff in der schweizerischen Rechtsordnung nicht bekannt 
ist, wird er von den für die Rechtsanwendung zuständigen Behörden unter Umständen unterschiedlich ausgelegt. Mit anderen Worten könnte er in der Schweiz zum einen zu einer grossen Rechtsunsicherheit (sowohl für die Opfer als auch für die Täter) und zum anderen zu einer erheblichen Ungleichbehandlung führen. Zudem wäre es für die Strafverfolgungsbehörden recht schwierig, praktisch mit Gewissheit nachzuweisen, dass ein Opfer zum Zeitpunkt der strafbaren Handlung vor der Pubertät stand. Es kann sogar davon ausgegangen werden, dass die Behörden in vielen Fällen scheitern würden, weil ihnen nicht ausreichende Beweise vorliegen würden. Dies hätte zur Folge, dass (in dubio pro reo) die ordentlichen Verjährungsfristen angewandt würden.“

Deswegen war es notwendig, ein Alter zu definieren; man entschied sich für 12 Jahre. Für Straftaten an über 12-Jährigen beträgt die Verjährungsfrist wie bis anhin 15 Jahre. Eine Konkretisierung war ebenfalls beim Begriff «sexuelle und pornografische Straftaten an Kindern» nötig. Um Rechtsunsicherheit vermeiden zu können, müsse die Definition vom Gesetzgeber festgehalten und dürfe nicht den Strafverfolgungsbehörden überlassen werden. Der erste Teil (sexuelle Straftaten) ist im Strafgesetzbuch in mehreren Artikeln, z. B. in Art. 187, Art. 188, Art. 191, hinreichend definiert. «Pornographische Straftaten» ist dagegen ein Terminus, der darin nicht vorkommt. Art. 197 StGB stellt Pornographie unter Strafe. Es ist jedoch zu beachten, dass Art. 197 nicht in den Geltungsbereich unverjährbarer Straftaten fällt. Diese Bestimmung betrifft entweder die Konfrontation eines Kindes mit oder aber den Erwerb, das Beschaffen oder den Besitz von pornografischem Material. In all diesen Fällen rechtfertige sich eine Ausdehnung der Verjährungsfrist nicht, weil kein direkter Kontakt zwischen Täter und Opfer stattfindet, die Tat somit im Vergleich zu anderen Straftaten gegen die sexuelle Integrität weniger schwer wiegt.
Der Bundesrat entschied sich in seinem Vorentwurf dazu, dass die Unverjährbarkeit nicht für unmündige Täter gelten solle. Er begründete das damit, dass mündige und unmündige Täter nach Schweizer Strafrecht nicht gleich behandelt werden. Unmündige Täter unterstehen nicht dem StGB, sondern dem JStG. Die Initiative verfolge ferner das Ziel, jungen Opfern bei strafbaren Handlungen gegen die sexuelle Integrität mehr Zeit zu geben, um über eine Anzeige gegen die Person zu entscheiden, die die Missbräuche begangen hat. In dieser Zeit könne sich das Opfer von der Bindung zum Opfer lösen, denn die meisten Sexualstraftaten werden von Personen des Bekanntenkreises begangen. Solche starken Bindungen lägen nur bei mündigen Tätern, etwa bei einem Elternteil oder Verwandten, vor.
Auf Antrag der vorberatenden Kommission des Nationalrates wurden zwei weitere Delikte, nämlich sexuelle Handlungen mit Anstaltspfleglingen und Ausnützung einer Notlage, dem Katalog unverjährbarer Straftaten hinzugefügt. Das Gesetz wurde am 15. Juni 2012 vom Parlament verabschiedet.
Das Gesetz trat am 1. Januar 2013 in Kraft. Der indirekte Gegenentwurf wurde nicht in Kraft gesetzt.